# Nazim Azman
Nazim Azman (Kuala Lumpur, Malasia; 17 de agosto de 2001) es un piloto de automovilismo malayo. Actualmente compite en la Porsche Carrera Cup Asia con el Sime Darby Racing Team.

## Carrera

### Inicios
Azman comenzó a competir en el karting en 2012. Ese año ganó el Rotax Max Challenge Malaysia en la categoría MicroMax y terminaría tercero en el Rotax Max Challenge Asia. Pasó a las competiciones europeas en 2013, logrando un tercer puesto en la final internacional de la Copa ROK en Italia, superando a pilotos como el futuro piloto de Indy Lights, Antonio Serravalle. Azman corrió en karts hasta 2015.

### Fórmula 3

#### 2019
En 2019, Azman pasó al Campeonato Británico de Fórmula 3 BRDC con Chris Dittmann Racing. Tuvo una primera mitad de temporada lenta, pero obtuvo su primera victoria durante la tercera ronda en Brands Hatch.
Azman obtuvo otra victoria durante la ronda final, ubicándose en el puesto 11 en la clasificación general.

#### 2020
Azman permaneció en Campeonato Británico de Fórmula 3 BRDC en 2020, pero se cambió a Carlin junto con el piloto de carreras estadounidense Kaylen Frederick y el brasileño Guilherme Peixoto. Comenzó la temporada con dos victorias en tres carreras, antes de obtener su primera victoria durante la tercera ronda en Brands Hatch. Hacia el final de la temporada, Azman anotó otra victoria.
Además de sus dos victorias, Azman obtuvo seis podios más y terminó la clasificación en la quinta posición general.

### Fórmula 3 de la FIA
Azman participó en la prueba de postemporada del Campeonato de Fórmula 3 de la FIA en Valencia, conduciendo para el equipo suizo Jenzer Motorsport y Charouz Racing System.

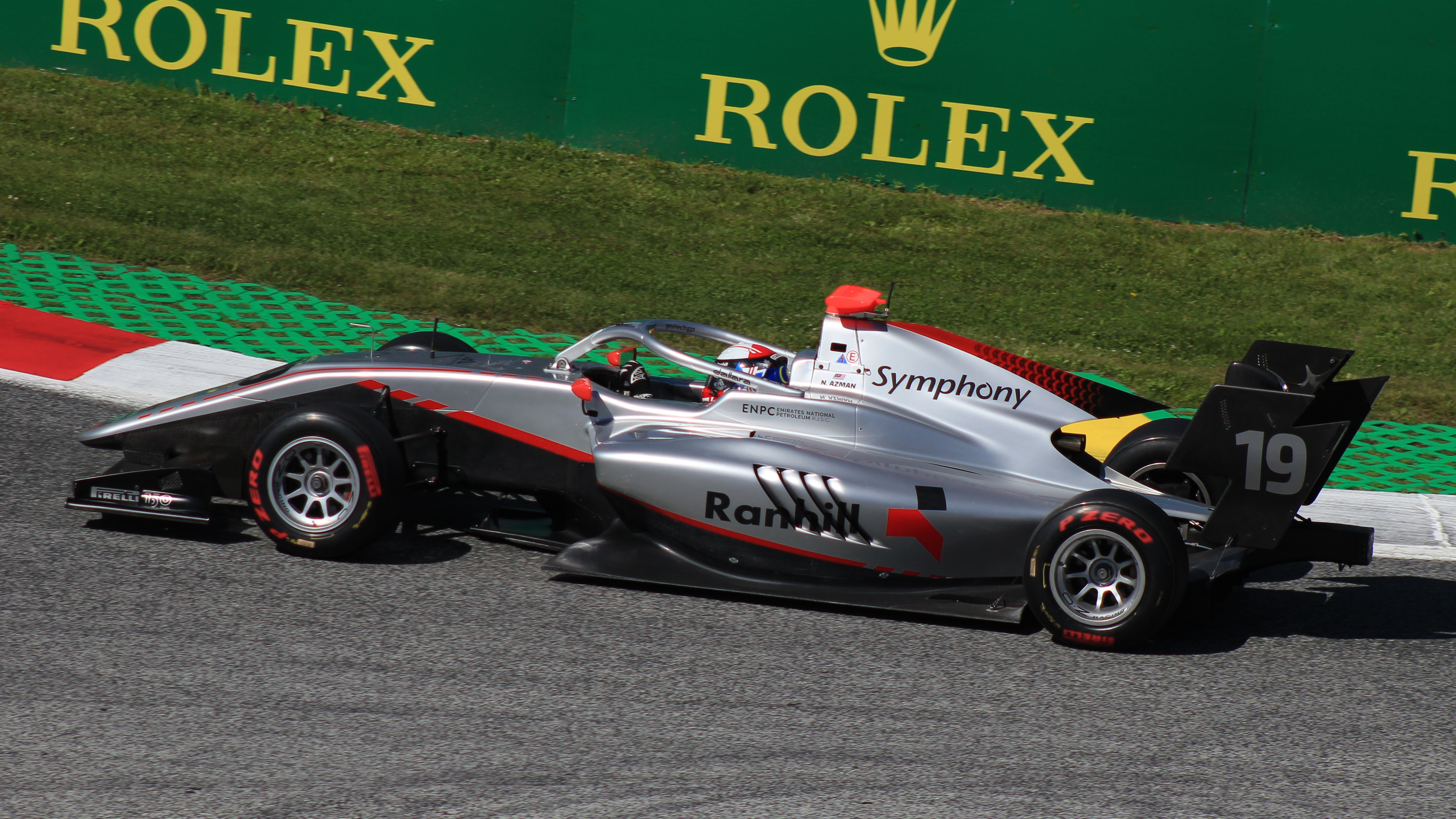
Azman en el Red Bull Ring, 2022.

Justo antes de la prueba de pretemporada en Baréin, Azman anunció que se uniría a Hitech Grand Prix para la temporada de2022, asociándose con el miembro del Equipo Júnior de Red Bull, Isack Hadjar y el campeón británico de Fórmula 3, Kaylen Frederick. Al hacerlo, Azman se convirtió en el primer piloto de Malasia en participar en el Campeonato de Fórmula 3 de la FIA. Azman sería superado por Hadjar y Frederick a lo largo de la temporada, e incluso tuvo momentos difíciles como chocar con Rafael Villagómez en Silverstone.
Azman terminó la temporada con 0 puntos en el puesto 32, después de haber tenido un mejor resultado en el puesto 16 tres veces.

### Resistencia
Azman dejó la Fórmula 3 a finales de 2022 y pasó a las carreras de resistencia en 2023. Participó por primera vez en las 12 Horas de Sepang en marzo, en las que quedó tercero en la general junto a Earl Bamber y Adrian D'Silva. También compite en la Porsche Carrera Cup Asia de 2023 con el Sime Darby Racing Team.

## Resumen de carrera
| Temporada | Categoría                                    | Equipo                 | Carreras     | Victorias    | Poles        | VR           | Podios       | Puntos       | Pos.         |
| --------- | -------------------------------------------- | ---------------------- | ------------ | ------------ | ------------ | ------------ | ------------ | ------------ | ------------ |
| 2016-17   | Campeonato del Sudeste Asiático de Fórmula 4 | Meritus.GP             | 6            | 0            | 0            | 0            | 1            | 0            | NC†          |
| 2017      | Campeonato de España de F4                   | MP Motorsport          | 17           | 0            | 0            | 0            | 0            | 33           | 11.º         |
| 2017      | SMP Fórmula 4                                | MP Motorsport          | 3            | 0            | 0            | 0            | 0            | 2            | 23.º         |
| 2017      | Fórmula Masters China                        | Eurasia Racing         | 3            | 0            | 0            | 0            | 0            | 4            | 15.º         |
| 2017      | GT World Challenge Asia - GT4                | EKS Motorsports        | 2            | 0            | 0            | 0            | 0            | 0            | NC†          |
| 2017-18   | MRF Challenge                                | MRF Racing             | 16           | 0            | 0            | 0            | 0            | 27           | 13.º         |
| 2017-18   | Campeonato del Sudeste Asiático de Fórmula 4 | Meritus.GP             | 16           | 2            | 0            | 3            | 7            | 202          | 4.º          |
| 2018      | Campeonato de Italia de Fórmula 4            | Jenzer Motorsport      | 20           | 0            | 0            | 0            | 0            | 17           | 17.º         |
| 2018      | Campeonato de España de F4                   | Drivex School          | 3            | 0            | 0            | 0            | 2            | 183          | 4.º          |
| 2018      | Campeonato de España de F4                   | MP Motorsport          | 14           | 0            | 0            | 0            | 6            | 183          | 4.º          |
| 2019      | Campeonato Británico de Fórmula 3 BRDC       | Chris Dittmann Racing  | 24           | 2            | 0            | 0            | 2            | 236          | 11.º         |
| 2020      | Campeonato Británico de Fórmula 3 BRDC       | Carlin                 | 24           | 2            | 0            | 0            | 8            | 370          | 5.º          |
| 2021      | Eurofórmula Open                             | CryptoTower Racing     | 24           | 1            | 0            | 0            | 7            | 270          | 4.º          |
| 2022      | Campeonato de Fórmula 3 de la FIA            | Hitech Grand Prix      | 18           | 0            | 0            | 0            | 0            | 0            | 32.º         |
| 2023      | Copa Porsche Carrera Asia                    | Sime Darby Racing Team | 12           | 0            | 0            | 0            | 1            | 130          | 6.º          |
| 2024      | Copa Porsche Carrera Asia                    | Sime Darby Racing Team | Disputándose | Disputándose | Disputándose | Disputándose | Disputándose | Disputándose | Disputándose |
| Fuente:   |                                              |                        |              |              |              |              |              |              |              |

## Resultados

### Campeonato de Fórmula 3 de la FIA
(Clave) (negrita indica pole position) (cursiva indica vuelta rápida puntuable)

| Año  | Escudería         | 1   | 1   | 2   | 2   | 3   | 3   | 4   | 4   | 5   | 5   | 6   | 6   | 7   | 7   | 8   | 8   | 9   | 9   | Pos. | Puntos | Ref.   |
| ---- | ----------------- | --- | --- | --- | --- | --- | --- | --- | --- | --- | --- | --- | --- | --- | --- | --- | --- | --- | --- | ---- | ------ | ------ |
| 2022 | Hitech Grand Prix | SAK | SAK | IMO | IMO | BAR | BAR | SIL | SIL | SPI | SPI | BUD | BUD | SPA | SPA | ZAN | ZAN | MNZ | MNZ | 32.º | 0      | [ 20 ] |
| 2022 | Hitech Grand Prix | 16  | Ret | 21  | 19  | Ret | 18  | 22  | Ret | 24  | 16  | 23  | 26  | 16  | 20  | 25  | 21  | 21  | 21  | 32.º | 0      | [ 20 ] |

## Vida personal
Azman nació y creció en Kuala Lumpur, Malasia, pero durante su carrera deportiva ha vivido en Londres.